# Eva Misiūnaitė
Eva Misiūnaitė (* 4. Dezember 1991 in Šiauliai) ist eine litauische Leichtathletin, die sich auf den Sprint spezialisiert hat.

## Leben
Nach dem Abitur 2011 an der Lieporiai-Gymnasium Šiauliai absolvierte Eva Misiūnaitė von 2011 bis 2015 das Bachelorstudium der Kunst neuer Medien (Digital Arts) und von 2015 bis 2017 das Masterstudium Werbung an der Vytautas-Magnus-Universität in Kaunas.  Von März 2018 bis September 2019 arbeitete sie als Advertising Managerin bei BE1 Athlete's Club, von September 2019 bis Juni 2020 als leitende Projekt-Managerin bei Klinik Sporto Klinika, von September 2020 bis Oktober 2021 als Marketing-Kommunikationsspezialistin beim Medizin-Diagnostikzentrum Affidea und seit Oktober 2021 als Branding-Spezialistin bei Trelo.  
Seit Mai 2006 ist sie Athletin im Club SC Cosma in der litauischen Hauptstadt Vilnius.

## Sportliche Laufbahn
Erste internationale Erfahrungen sammelte Eva Misiūnaitė im Jahr 2013, als sie bei den U23-Europameisterschaften in Tampere mit 54,63 s in der ersten Runde im 400-Meter-Lauf ausschied. Im Jahr darauf schied sie bei den Europameisterschaften in Zürich mit der litauischen 4-mal-400-Meter-Staffel mit 3:36,25 min im Vorlauf aus. 2015 schied sie bei der Sommer-Universiade in Gwangju mit 54,88 s im Halbfinale über 400 Meter aus und verpasste mit der 4-mal-100-Meter-Staffel den Finaleinzug. 2017 kam sie bei den Halleneuropameisterschaften in Belgrad mit 54,95 s nicht über den Vorlauf über 400 Meter hinaus und im August schied sie bei den Studentenweltspielen in Taipeh mit 53,84 s im Semifinale aus. Im Jahr darauf schied sie bei den Europameisterschaften in Berlin mit 54,02 s in der Vorrunde über 400 Meter aus und verpasste mit der 4-mal-400-Meter-Staffel mit 3:37,73 min den Finaleinzug. Bei den IAAF World Relays 2019 in Yokohama schied sie mit 3:38,72 min im Vorlauf aus und 2023 wurde sie bei der 2. Liga der Team-Europameisterschaft im Rahmen der Europaspiele in Chorzów in 11,68 s Dritte im B-Lauf über 100 Meter und gelangte mit der 4-mal-100-Meter-Staffel mit 44,06 s auf Rang drei. 
In den Jahren 2022 und 2023 wurde Misiūnaitė litauische Meisterin im 100-Meter-Lauf, 2013 und von 2015 bis 2018 über 200 Meter sowie 2014 und 2016 über 400 Meter. In der Halle siegte sie 2013 und 2015 sowie 2017 und 2019 über 400 Meter und 2023 über 60 Meter.

## Persönliche Bestzeiten
- 100 Meter: 11,52 s (+1,0 m/s), 3. Juli 2022 in La Chaux-de-Fonds
  - 60 Meter (Halle): 7,44 s, 5. Februar 2023 in Valmiera
- 200 Meter: 23,62 s (+1,5 m/s), 21. Juli 2017 in Palanga
  - 200 Meter (Halle): 24,03 s, 5. Februar 2023 in Valmiera
- 400 Meter: 53,06 s, 1. Juli 2017 in Kaunas
  - 400 Meter (Halle): 53,90 s, 18. Februar 2017 in Kuldiga